# Tom Lawlor
Thomas Joseph Lawlor, född 15 maj 1983, är en amerikansk MMA-utövare som tävlar i organisationen Ultimate Fighting Championship.